# Roland Stoltz (1931)
Frank Roland "Rolle" Stoltz (1. srpna 1931, Stockholm – 19. února 2001, Stockholm) byl švédský lední hokejista, obránce. Se švédskou reprezentací vyhrál dvakrát mistrovství světa, v letech 1957 a 1962. Měl ze světového šampionátu též dvě stříbrné (1963, 1967) a dvě bronzové medaile (1958, 1965). Z olympijských her v Innsbrucku konaných roku 1964 si přivezl stříbro. Zúčastnil se i olympiády v roce 1960 (5. místo) a 1968 (4. místo). Na šampionátu roku 1963 byl vyhlášen nejlepším obráncem. Za národní tým nastupoval v letech 1955–1968 a odehrál za něj 218 utkání. S Djurgårdens IF se stal šestkrát mistrem Švédska (1958, 1959, 1960, 1961, 1962, 1963). V roce 1959 byl vyhlášen nejlepším hráčem ligy (ocenění Zlatý puk). Djurgårdens ho uctili tím, že vyřadili číslo 2, jež nosil, ze série svých dresů. Civilním povoláním byl mechanikem, později pracoval i jako sportovní komentátor ve švédské televizi. V roce 1999 byl uveden do Síně slávy Mezinárodní hokejové federace.